# Hüffler
Hüffler là một đô thị thuộc huyện Kusel, bang Rheinland-Pfalz, phía tây nước Đức. Đô thị Hüffler có diện tích 3,65 km², dân số thời điểm ngày 31 tháng 12 năm 2006 là 594 người.